# Bier tappen

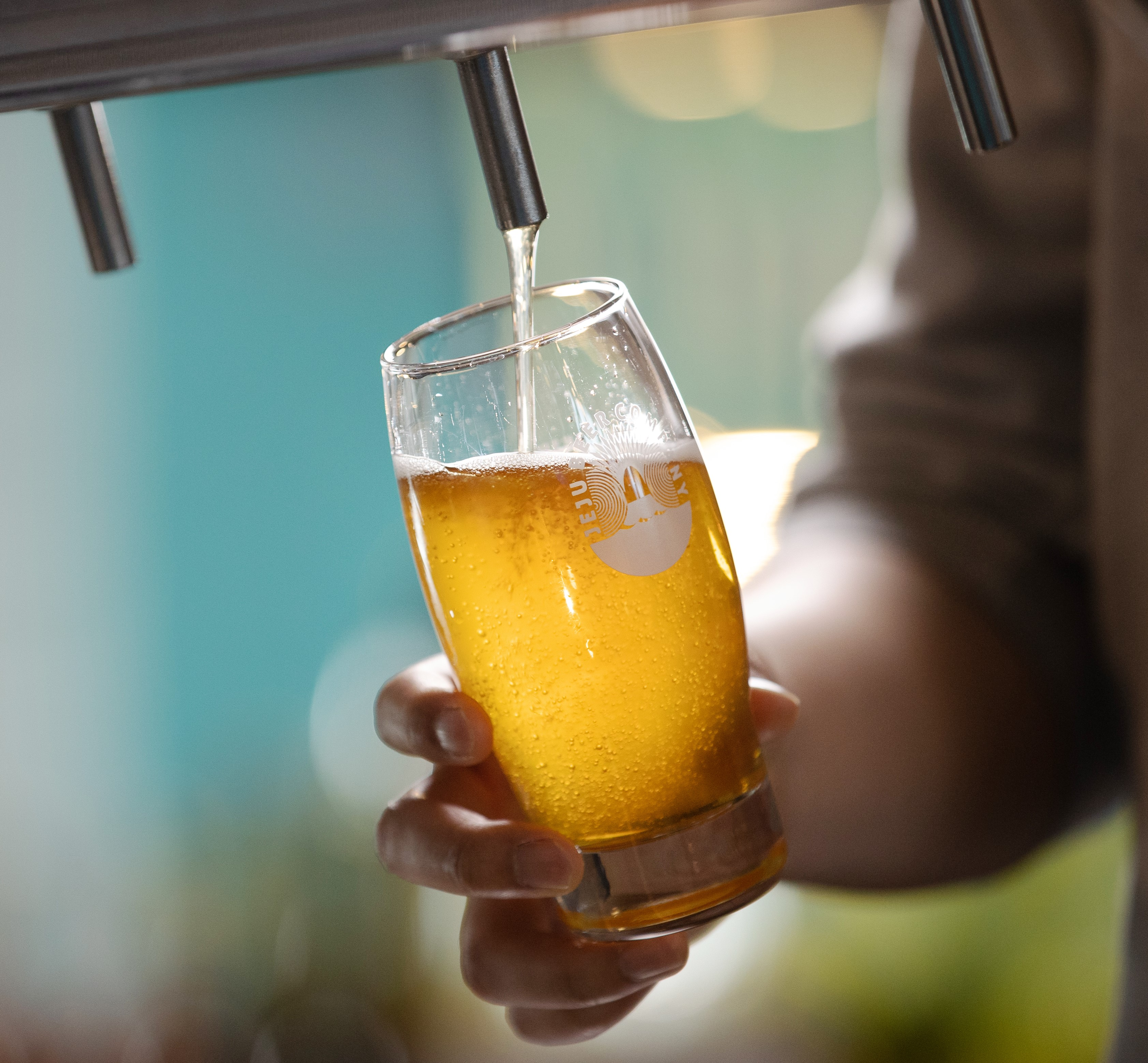
Een biertje wat gevuld wordt uit een biertap

Bier tappen is een handeling waarbij men een glas vult met bier uit een biertap. Een getapt biertje wordt over het algemeen meer gewaardeerd dan een biertje uit een flesje. Goed tappen vergt enige ervaring.

## Praktijk
Men neemt een goed gespoeld bierglas van de gewenste soort of een kan en houdt deze onder de tap; afhankelijk van rechts- dan wel linkshandigheid houdt men het glas of de kan met de voorkeurshand vast. Met de niet-voorkeurshand wordt de tapkraan in een enkele snelle beweging volledig opengedraaid; de eerste fractie van een seconde wordt het bier nog vergoten, omdat dat hoofdzakelijk schuim bevat wat een te schuimig biertje zou opleveren. Meteen na het allereerste schuim houdt men het glas of de kan vlak onder de kraantuit (niet ertegen), en zo schuin afhankelijk van hoeveel schuim men wenst (hoe schuiner, hoe minder schuim). Vlak vóór men de kraan weer dichtdraait verspilt men vaak weer voor een fractie van een seconde wat bier; dit laatste kleine beetje bier heeft namelijk een slechtere smaak. Afhankelijk van de voorkeur schuimt men het glas af; bij kannen gebeurt dit minder vaak.

## Eisen en conventies

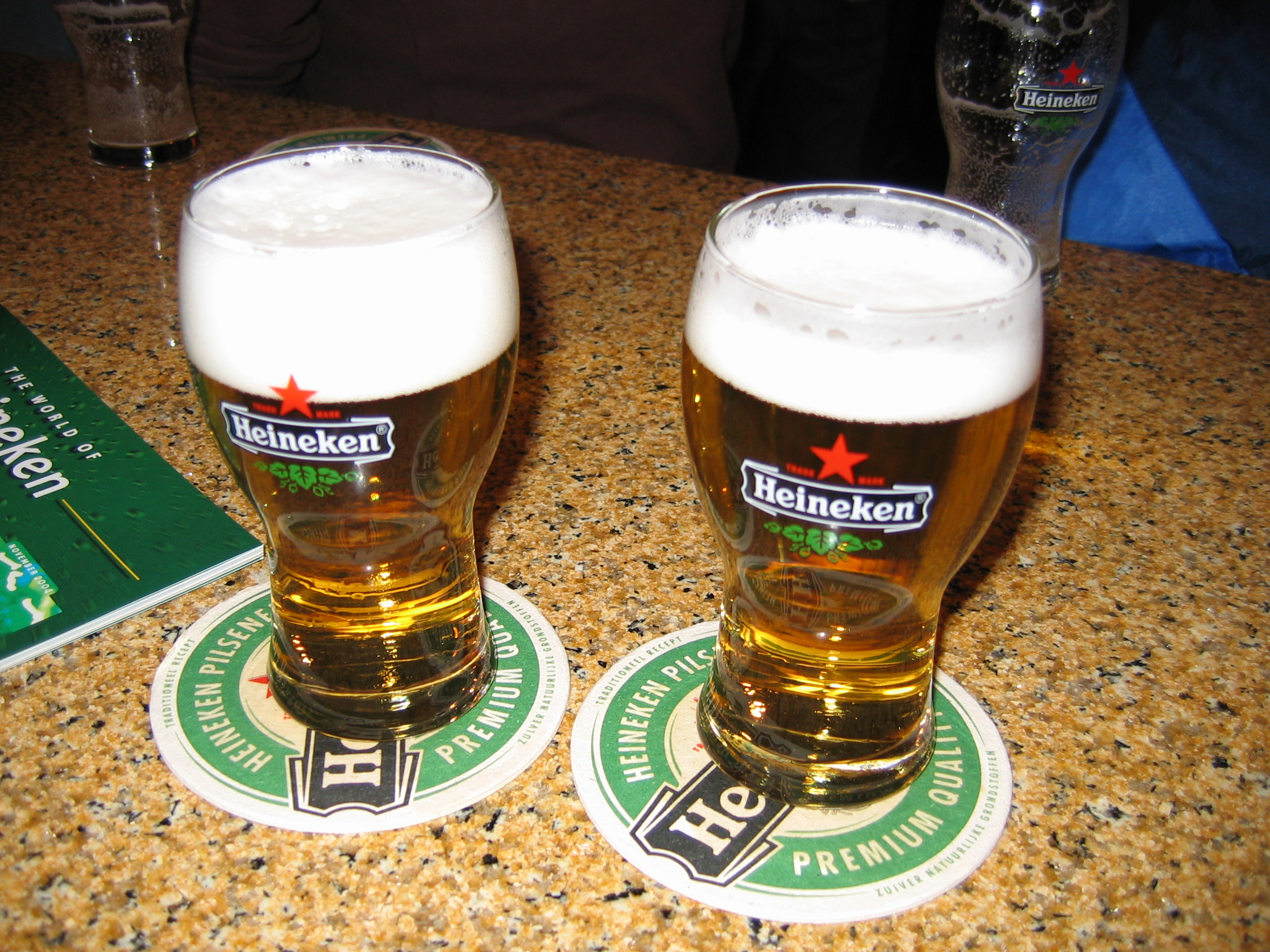
2 vingers hoog afgeschuimde biertjes in Amsterdam.

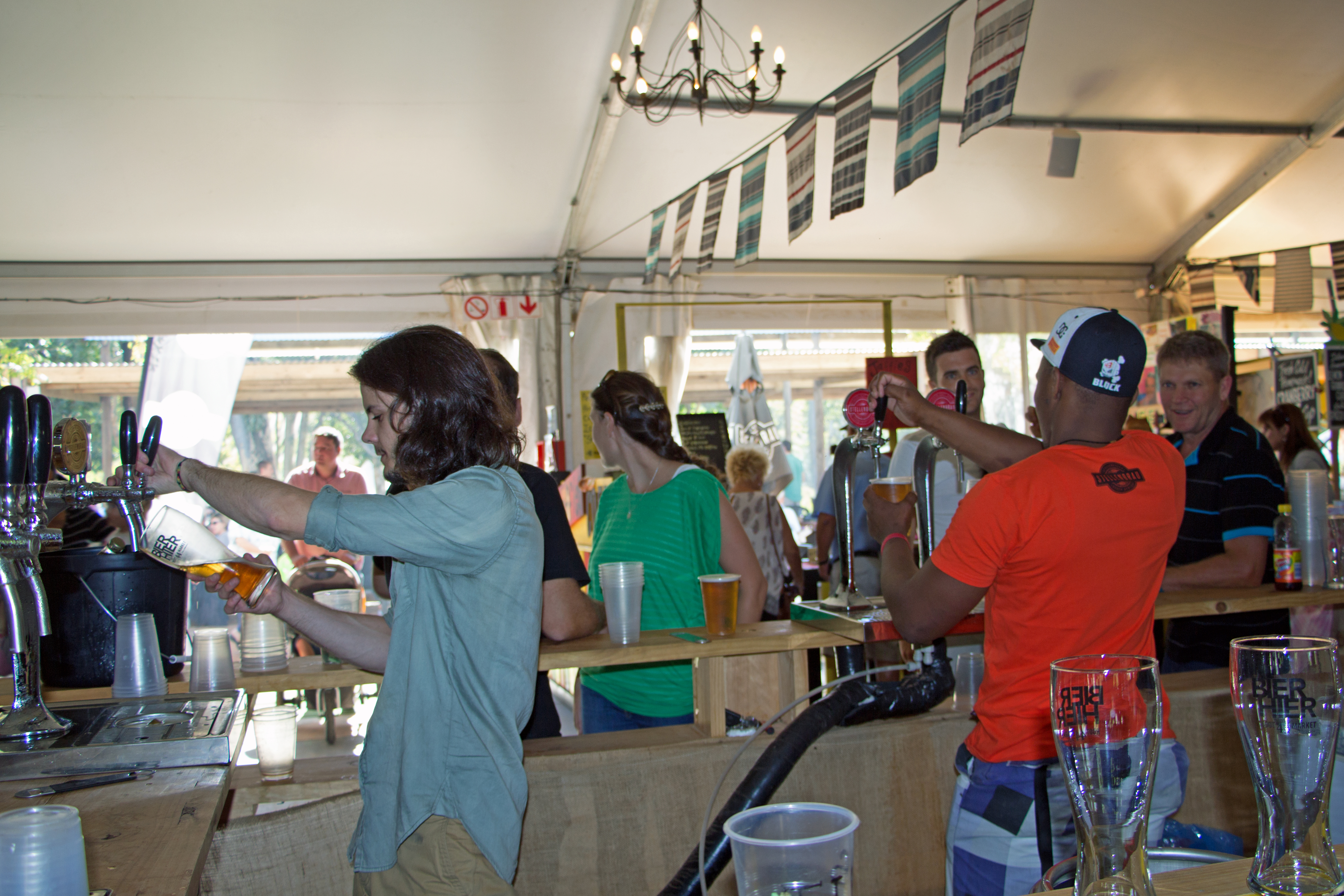
Bier tappen in Stellenbosch: links wordt het glas schuin gehouden voor zo weinig mogelijk schuim. Pas op het laatst houdt men het verticaal (rechts)

Aan een getapt biertje stelt men eisen die per land iets kunnen verschillen. Op de Britse Eilanden bijvoorbeeld wordt bier dat met een handpomp wordt getapt, de zogenoemde cask ale, doorgaans met een minimale schuimkraag geserveerd.
In België en Nederland wil men over het algemeen een biertje met de juiste bier-schuimverhouding in een bijbehorend merkglas. Volgens de conventie is het schuim in het glas twee vingers hoog. Een getapt pilsje wordt gewoonlijk onder een hoek van 45 graden getapt en vervolgens met behulp van een bierafschuimer afgeschuimd om een rechte schuimkraag zonder te grote schuimblazen te verkrijgen.
In Tsjechië en Duitsland is afschuimen minder gebruikelijk en is het juist de bedoeling dat de schuimkraag als een toefje room boven de rand van het glas uitsteekt.
Door af te schuimen wordt een dun laagje water op de schuimkraag gelegd. Dit zorgt ervoor dat deze langer blijft staan.

## Succesfactoren
Een goed getapt biertje is afhankelijk van veel factoren, waaronder de druk op de tap, de positie van het glas en het afschuimen. Ook de temperatuur van het bier is erg belangrijk. Voor pilsbier wordt 4°C als ideale temperatuur beschouwd. Voor zwaardere speciaalbieren wordt keldertemperatuur, dat wil zeggen 10 à 12°C, aanbevolen.
Ook het afwassen of spoelen van de glazen of kannen is belangrijk voor de hygiëne en de kwaliteit van het bier; in een slecht gespoeld glas gaat bier sneller 'dood'. Dit kan ook gebeuren als men het glas of de kan tegen de kraantuit aanhoudt of de bierafschuimers niet spoelt.

## Wereldkampioenschap
Jaarlijks organiseert AB Inbev de Stella Artois World Draught Master, het officieuze wereldkampioenschap bier tappen.
Tijdens deze wedstrijd moeten de deelnemers de perfecte Stella Artois tappen en worden op 9 verschillende handelingen gequoteerd.